# Kárpáti György (neurológus)
Kárpáti György vagy George Karpati (Debrecen, 1934. május 17. – Montréal, 2009. február 6.) kanadai magyar neurológus, molekuláris biológus, a Magyar Tudományos Akadémia külső tagja. Az ideg–izom ingerületáttevődés normális és kóros folyamataira, a különböző izomdisztrófiákra és ezek molekuláris terápiájára irányuló kutatásai révén világszerte elismert neurológus volt.

## Életútja
Zsidó családban született, gyermekként egy bécsi munkatáborban vészelte át a holokausztot, míg apját a bergen-belseni koncentrációs táborba hurcolták. A második világháború után visszatért Magyarországra, az 1956-os forradalom leverését követően azonban Kanadába emigrált. 1960-ban orvosi diplomát szerzett a halifaxi Dalhousie Egyetemen, majd posztgraduális képzésen vett részt az Amerikai Egyesült Államokban, a detroiti Henry Ford Kórházban, illetve a bethesdai Nemzeti Egészségügyi Intézetben (National Institutes of Health). 1967-től a McGill Egyetem kutatóhelyeként működő Montreali Neurológiai Intézet (Montreal Neurological Institute) tudományos munkatársaként dolgozott, s itt szervezte meg a haláláig a vezetésével működő neuromuszkuláris kutatócsoportot. 1984 és 1992 között a neurológiai intézet igazgatóhelyettese, 1985-től a McGill Egyetem neurológus- és idegsebész-professzora volt.	

## Munkássága
Fő kutatási területe az ideg–izom ingerületáttevődés élettani és molekuláris biológiai vizsgálata volt. Kísérleti úton bizonyította, hogy az izomrostok felépítését és a bennük zajló neurokémiai folyamatokat a rostokat beidegző mozgatóidegsejtek határozzák meg. A genetikusan meghatározott, a mitokondriális DNS mutációján és anyagcserezavaron alapuló, az izomállomány elsorvadásával járó izomdisztrófiák kapcsán több jelentős felismerés fűződik a nevéhez. A Brody-betegség kialakulását a mitokondrium belső membránjában megtalálható vajsavszármazék, a karnitin örökletes hiányára vezette vissza. Az 1980-as évek második felében az elsők között mutatta ki egy korábban felfedezett citoszkeletális izomfehérje, a disztrofin jelenlétét az egészséges szervezet izomrostjainak membránjában. Az ugyancsak mitokondriális eredetű Duchenne-típusú izomdisztrófia során fellépő izomrost-károsodás mechanizmusát feltárva megállapította, hogy a betegség hátterében a disztrofin hiánya áll. Állatkísérleteivel jelentős eredményeket ért el a Duchenne-kór sejtszintű gyógymódjának, génterápiájának kidolgozásában úgy, hogy a disztrofin génjét adenovírus-vektorral, azaz replikálódni képes vírus-DNS-sel juttatta be a gyógyítandó szövetbe. 1990-ben a világon először végezte el izomrosttermelő sejtek (mioblasztok) transzferjét kilenc Duchenne-kóros gyermeken. További eredményeket ért el az agydaganat egyik agresszív típusa, a glioblasztóma (glioblastoma multiforme) molekuláris terápiájában.
Vezetése alatt a Montreali Neurológiai Intézet kutatócsoportját a világ neuromuszkuláris klinikai kutatóhelyeinek élvonalába emelte. Könyvei mellett mintegy háromszáz szaktanulmánya jelent meg neurológiai, molekuláris biológiai, szövettani és sejttani témakörökben. Szerkesztője vagy szerkesztőbizottsági tagja volt több szakmai folyóiratnak (pl. Annals of Neurology, Canadian Journal of Neurological Sciences, Cell Transplantation, Clinical Investigative Medicine, Journal of Anatomy, Molecular Therapeutics, Muscle and Nerve, Neurology, Neuromuscular Disease).

### Társasági tagságai és elismerései
Választott hazájában 1999-ben emelték a kanadai tudományos akadémia, a Royal Society of Canada tagjainak sorába, 2004-ben pedig a Magyar Tudományos Akadémiának is külső tagja lett.
Tudományos érdemei elismeréseként 2001-ben Kanadai Érdemrendet, 2005-ben Québeci Nemzeti Érdemrendet adományoztak neki, 2006-ban pedig a Neurológiai Világszövetség (World Federation of Neurology) életműdíját és Québec tartomány orvosbiológusoknak adható kitüntetését, a Wilder Penfield-díjat vehette át. 1995-ben a Marseille-i Egyetem, 2002-ben pedig a Debreceni Egyetem díszdoktorává avatták.

### Főbb művei
- Pathology of skeletal muscle. New York: Churchill Livingstone. 1984. (Stirling Carpenterrel)
- Myoblast transfer therapy. Ed. by Robert C. Griggs, George Karpati. New York: Plenum Press. 1990.
- Disorders of voluntary muscle. Ed. by George Karpati et al. Cambridge: Cambridge University Press. 2001.
- Az izombetegségek alapjai és modern szemlélete. Budapest: Springer. 2001. (Molnár Mária Judittal)